# NGC 4351
NGC 4351 (ook: NGC 4354) is een balkspiraalstelsel in het sterrenbeeld Maagd. Het hemelobject werd op 19 mei 1863 ontdekt door de Duits-Deense astronoom Heinrich Louis d'Arrest.

## Synoniemen
- IRAS 12214+1229
- UGC 7476
- ZWG 70.45
- MCG 2-32-24
- VCC 692
- KUG 1221+124
- PGC 40306